# Republic P-47 Thunderbolt
Pour les articles homonymes, voir Thunderbolt.
Le Republic P-47 Thunderbolt fut l'un des principaux chasseurs américains de la Seconde Guerre mondiale. Il est même l'avion de chasse américain le plus produit lors du conflit avec 15 660 exemplaires construits.
Les pilotes américains le surnommèrent The Jug (« la cruche ») en raison de sa forme trapue évoquant un broc ou une cruche (stubby jug-like). Sa masse (il était le plus gros chasseur monomoteur à hélice de son époque) et son moteur radial moins vulnérable au combat permirent de l'utiliser comme chasseur-bombardier. Malgré ses performances comme chasseur de pointe, il céda rapidement en Europe son rôle d'escorteur au P-51 Mustang qui, une fois équipé du moteur Merlin (construit par Packard sous licence Rolls-Royce), avait un rayon d'action suffisant pour suivre les bombardiers américains sur tout le territoire allemand.

## Origines
Cet avion trouve son origine dans les travaux de deux immigrés géorgiens, Alexander Prokofiev de Seversky et Alexander Kartveli qui, après avoir fui le régime soviétique, s'impliquèrent dans le développement de l'aviation américaine, et française pour le second. En 1931, ils fondèrent ensemble la Seversky Aircraft Corporation, et produisirent un chasseur pour l'USAAC, le P-35, dont 136 exemplaires furent livrés. Les performances de l'avion furent toutefois décevantes et plusieurs projets furent lancés pour essayer de les améliorer. Le démonstrateur AP-4, avec son moteur turbocompressé, servit alors de base pour un nouvel appareil, le Republic P-43 Lancer, la compagnie ayant changé de nom à la suite d'une réorganisation due à des problèmes financiers. Un total de 272 appareils fut livré à l'USAAC, jusqu'à mars 1942, mais, là encore, les performances se révélaient décevantes. Deux nouveaux projets sortirent de l'usine, le XP-44 Rocket et le XP-47A, mais les autorités américaines trouvèrent leurs caractéristiques insuffisantes par rapport aux avions allemands contemporains. Alexander Kartveli dessina alors une version agrandie du P-43, qui prit la désignation de XP-47B. Le nouvel avion était un véritable monstre pour un chasseur. Sa masse à vide était de 4 490 kg, soit 65 % de plus que le P-43, mais il était motorisé par le puissant Pratt & Whitney R-2800 Double Wasp de 2 000 ch, suralimenté par un turbocompresseur, et il était armé de huit mitrailleuses de 12,7 mm. L'USAAF étant séduite, le XP-44 et le XP-47A furent abandonnés et, le 6 mai 1941, le XP-47B effectua son premier vol piloté par Lowry P. Brabham. Le prototype souffrait de quelques défauts mineurs, mais l'appareil impressionna les officiels.

## Le XP-47B
L'avion était bâti autour de son énorme moteur et de son turbocompresseur. Alexander Kartveli, à la suite de la perte de l'AP-4, avait arrêté de travailler sur des compresseurs montés au plus près du moteur ; celui du XP-47B était dans l'arrière du fuselage, alimenté par deux longs tuyaux d'échappement passant de part et d'autre du poste de pilotage. Il était refroidi par une prise d'air sur le dessus. La hauteur du fuselage obligea Kartveli à implanter les ailes assez haut, ce qui posait alors un problème vis-à-vis de la gigantesque hélice quadripale Curtiss, d'un diamètre de 3,17 mètres. Le train d'atterrissage devait donc être très grand pour donner une garde au sol suffisante et, comme Kartveli voulait monter l'armement dans les ailes, il finit par choisir la solution de jambes de train télescopiques, qui se rétractaient de 23 cm avant de rentrer dans leur logement. À l'extérieur des logements de train, se trouvaient dans chaque aile quatre mitrailleuses Browning M2 alimentées chacune par une boîte de 350 cartouches. Les deux réservoirs, le principal et l'auxiliaire, du type auto-obturants, étaient placés sous le poste de pilotage, et offraient une capacité impressionnante de 1 155 litres, ce qui se révéla malgré tout insuffisant à l'usage. Le poste de pilotage était très spacieux et confortable, et était même équipé de l'air conditionné.

## Problèmes de mise au point et premières séries

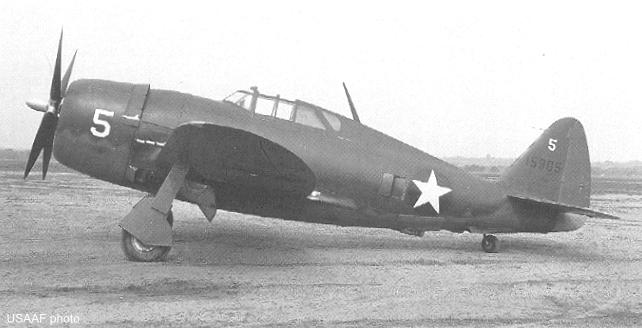
L'un des premiers P-47B produits. Le mât radio est incliné vers l'avant.

L'avion n'était pas exempt de défauts, l'un d'entre eux se révéla fatal au prototype en août 1942, à cause des gouvernes entoilées, sujettes à la rupture en altitude. D'autres problèmes persistaient, comme la canopée qui se bloquait et le démarreur qui ne fonctionnait pas en altitude. Les ingénieurs corrigèrent donc tous les défauts de jeunesse, adoptant la construction  métallique pour tout l'avion, une pressurisation du démarreur, et une nouvelle verrière coulissante (et éjectable en cas d'urgence) qui nécessita d'incliner le mât radio vers l'avant. L'USAAF, satisfaite, passa commande de 171 P−47 B, auxquels on attribua le surnom de Thunderbolt. Après deux prototypes supplémentaires, le premier exemplaire de série fut livré au 56th Fighter Group, en mai 1942. Les P-47B servirent par ailleurs de base à deux versions expérimentales, le XP-47E, équipé du R-2800-59 et d'une hélice Hamilton et le XP-47F, avec des ailes à profil laminaire.
Bientôt, une nouvelle commande fut passée, sur une version légèrement améliorée, le P-47C, comportant des surfaces de contrôle encore renforcées, un nouveau mât radio plus court et un régulateur du turbocompresseur amélioré. Après seulement cinquante sept exemplaires produits, le P-47C1 fut produit avec un fuselage allongé vers l'avant pour corriger les problèmes de centre de gravité, puis après 55 produits, le C-2 qui introduisait un lance-bombe ventral pour des projectiles de 500 livres (225 kg) ou un réservoir de 200 gallons (758 litres). Le type principal de production fut le C-5, avec un moteur R-2800-59, équipé d'une injection d'eau-méthanol permettant des pointes de puissance à 2 300 ch, et d'une nouvelle antenne radio.

## Production de masse

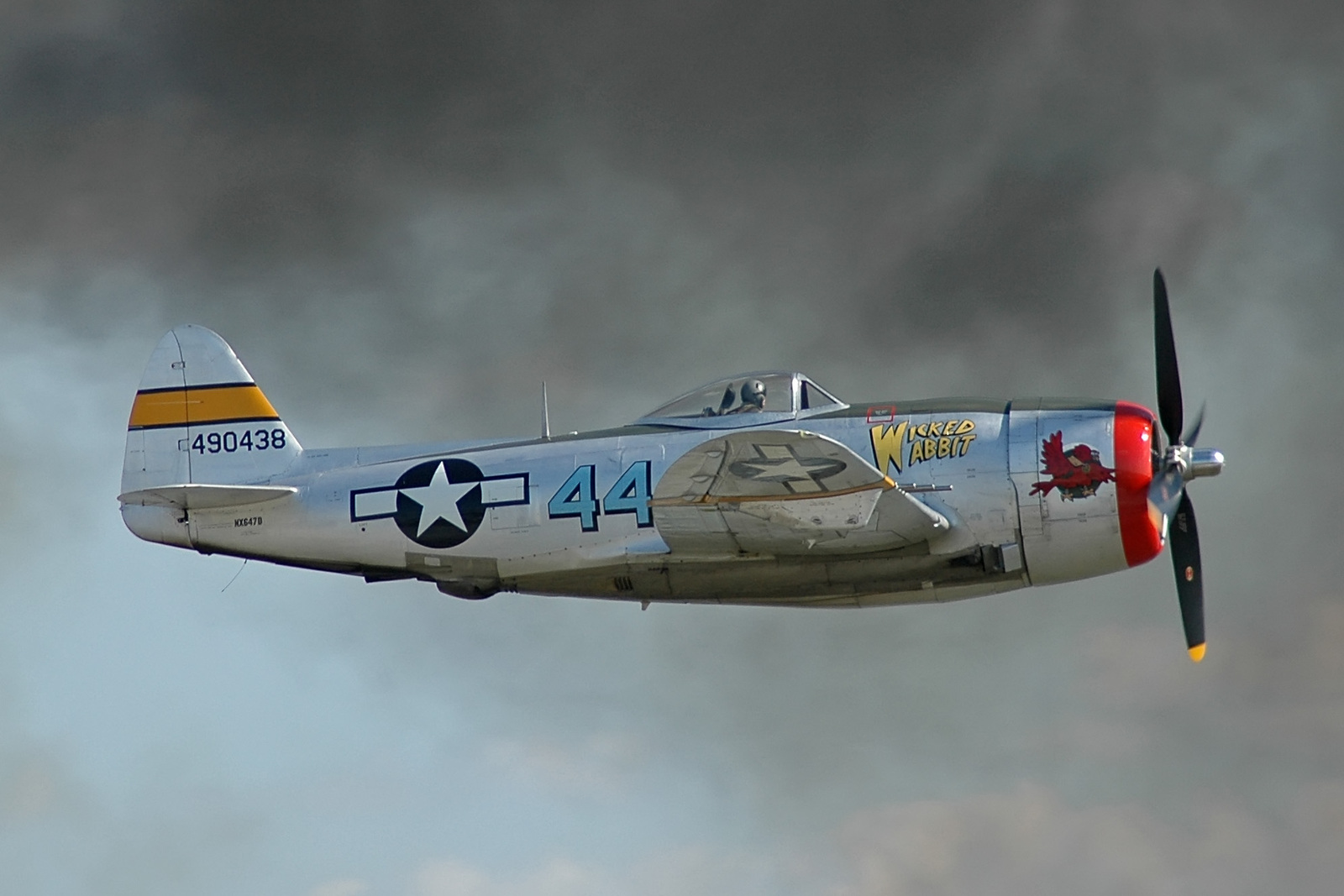
P-47D Wicked Rabbit en vol, Tennessee Museum of Aviation

Le 14 octobre 1941, l'USAAF passa commande de 850 avions. La seule usine de Republic, de Farmingdale à Long Island, ne suffisait plus à couvrir les besoins, et une nouvelle fut créée dans l'Indiana, à Evansville qui reçut une commande de 1 050 avions, le 31 janvier 1942, et commença à livrer dès septembre. Les nouveaux avions furent désignés P-47D, peu de choses les distinguaient des modèles C. Cette variante D était en fait un rassemblement de plusieurs blocs de production, qui comportaient des améliorations successives ; de plus, lorsque le bloc était produit à la fois à Farmingdale et à Evansville, on appliquait un suffixe à la désignation, respectivement -RE et -RA, par exemple, P-47D-10-RA.
On pouvait distinguer les blocs suivants :
- les P-47D1 à D6, D10 et D11, améliorations mineures au niveau du refroidissement du moteur par l'augmentation des prises d'air, améliorations des systèmes hydrauliques, de lubrification et d'alimentation en carburant, ainsi que du blindage.
- le P-47D15 répondait à une demande d'augmentation de l'autonomie, la capacité interne passant à 1 421 l et les lance-bombes d'aile étant équipés pour recevoir des réservoirs largables.
- les P-47D16, D20, D22 et D23, identiques au D15, mais présentant de légers progrès dans les différents éléments. Par contre, de nouvelles hélices de plus grand diamètre furent adoptées à partir de ces séries, une Hamilton Standard de 4,01 mètres, à Long Island et une Curtiss de 3,96, à Evansville. La garde au sol, déjà faible sur les P-47B, devint alors une préoccupation importante au décollage pour les pilotes.
- le P-47D25 reçut une nouvelle verrière en goutte d'eau dérivée de celle du Hawker Tempest, qui répondait au souhait des pilotes de bénéficier d'une meilleure visibilité sur l'arrière.
- les D26, D27, D28 et D30 ne constituaient que des améliorations de détail, mais reçurent aussi des volets hypersustentateurs pour les sorties de piqué.
- le D40 ajoutait une petite surface triangulaire entre la dérive et le mât radio, pour compenser l'abaissement du fuselage arrière, à la suite de l'adoption de la verrière goutte d'eau, augmentant ainsi la stabilité latérale, cette modification fut appliquée postérieurement sur toutes les versions pourvues de la nouvelle canopée.

Parallèlement, la production restant insuffisante, Curtiss fut contacté pour produire l'avion sous licence, à son usine de Buffalo, dans l'État de New York. Les modèles produits furent désignés P-47G, la série commença avec le G1 identique au C1, puis le G5 basé sur le D1, le G10 sur le D5 et le G15 sur le D10. Curtiss produisit 354 P-47G, dont deux des derniers G15, qui furent pourvus d'une extension du poste de pilotage vers l'avant, jusqu'au bord d'attaque de l'aile, qui abritait un second pilote. Cette variante d'entraînement à doubles commandes fut désignée TP-47G mais elle n'entra pas en production. Seules quelques conversions similaires réalisées à l'unité furent produites.

## Les dernières versions
De nombreuses tentatives furent faites pour augmenter encore les performances du Thunderbolt. Une des premières fut la réalisation des deux XP-47H, deux P-47D qu'on remotorisa avec le nouveau moteur Chrysler XI-2220-11, un 16 cylindres en V à refroidissement par liquide. L'essai ne fut pas concluant. Cependant le moteur servit de base, après guerre, aux célèbres moteurs Hemi de la firme qui eurent un beau succès dans l'automobile.
Plus pragmatique fut le XP-47J, une version affinée du P-47D, avec un Pratt & Whitney R-2800-57(C), capable de fournir des pointes de 2 800 ch. L'armement était réduit à six mitrailleuses et l'aile redessinée était plus légère. Le prototype de cette variante vola en novembre 1943 mais Republic travaillait déjà sur un autre projet le XP-72. La machine ne fut donc utilisée que pour des tests, dont celui du turbocompresseur General Electric CH-5, avec lequel l'avion atteignit 813 km/h en août 1944.
Les YP-47M furent eux aussi trois P-47D modifiés, mais seul le moteur fut changé pour un R-2800-57(C) avec le turbocompresseur CH-5 ; l'avion se révéla très performant avec 761 km/h de vitesse de pointe et on lança une production limitée de 130 exemplaires. Ils furent envoyés au Royaume-Uni au début 1945 où ils servirent principalement à intercepter les bombes volantes V1. Cependant le moteur, trop poussé, se révéla peu fiable en opération.
Le second YP-47M servit de machine de test pour une autre amélioration qui visait à augmenter encore le rayon d'action pour les opérations dans le Pacifique comme les escortes des bombardiers Boeing B-29 Superfortress au-dessus des îles japonaises. On dessina une nouvelle voilure pourvue de deux réservoirs contenant 190 l. L'appareil vola en septembre 1944 et fut un succès avec un rayon d'action de 3 200 kilomètres. Il possédait aussi des saumons d'aile rognés, pour augmenter le taux de roulis de l'avion. La production de masse fut lancée sur ce nouveau modèle, le P-47N, qu'on équipa d'un nouveau moteur le R-2800-77(C). Le P-47N, et ses différentes évolutions N1, N5, N15 et N20 furent fabriqués à 1 816 exemplaires, le dernier exemplaire quittant les chaînes en octobre 1945. Le prix de revient de ces dernières versions était alors de 83 000 dollars de 1945.
La dernière évolution du P-47 était presque un nouvel avion, le XP-72 Super Thunderbolt, dont l'avant était agrandi pour recevoir un  Pratt & Whitney R-4360 Wasp Major délivrant 3 450 ch en altitude. Le premier prototype, commandé en juin 1943, vola le 2 février de l'année suivante. Le moteur entraînait une gigantesque hélice quadripale. Le second, qui prit l'air en juillet, adoptait une hélice contra-rotative à six pales. Malgré l'accident du second avion, l'USAAF signa un contrat pour cent avions armés de quatre canons de 37 mm. Mais, malgré des performances impressionnantes, en particulier la vitesse ascensionnelle, les responsables américains, conscients que l'avenir était à la réaction, annulèrent la commande.

## Engagements

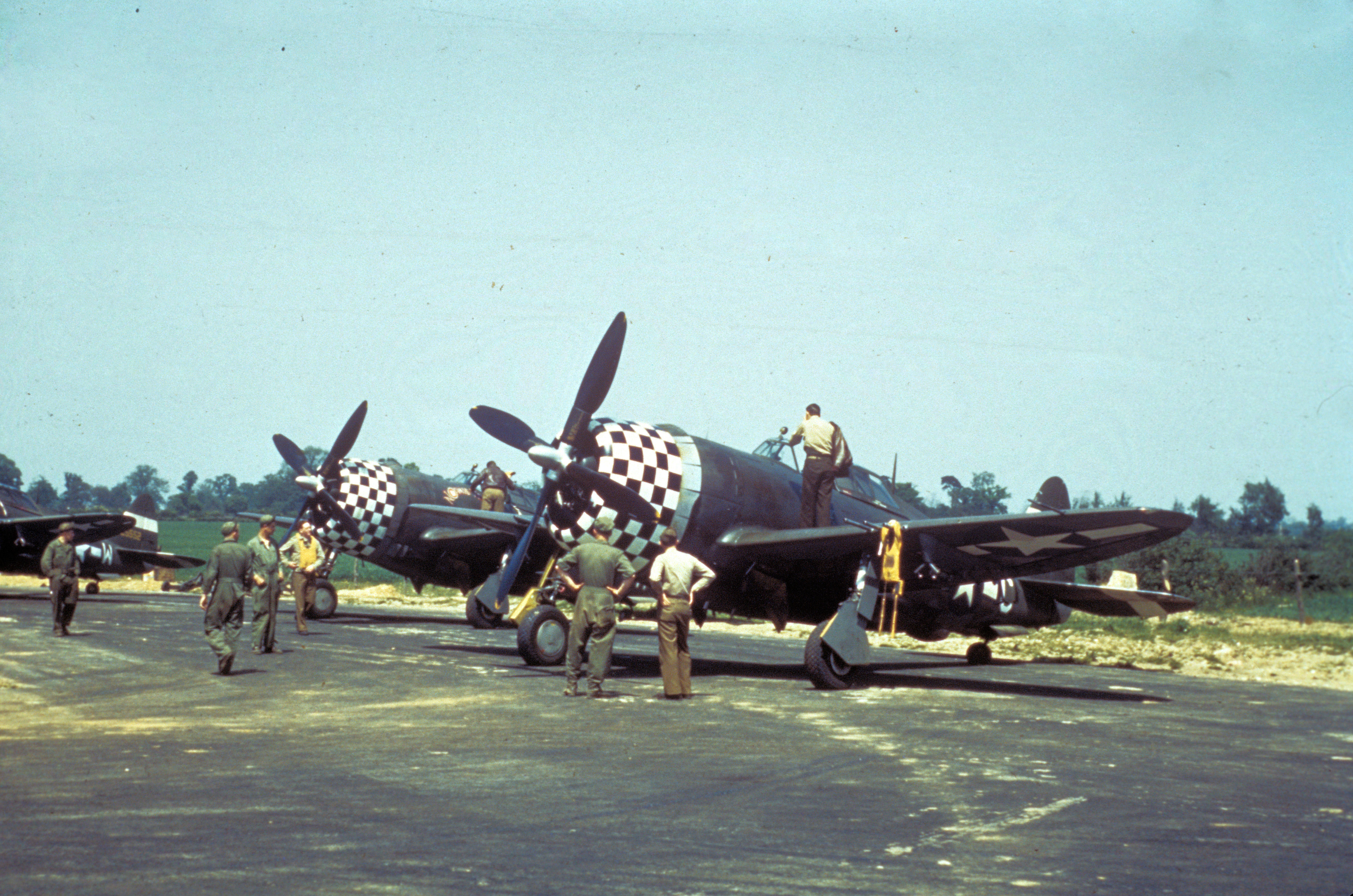
P-47 Thunderbolt du 78th Fighter Group sur l’aérodrome de Duxford en 1944.

À la fin de 1942, les défauts de jeunesse du P-47 ayant été résolus, le 56e groupe de chasse partit pour le Royaume-Uni, au sein de la 8th Air Force et bientôt les 4e et 78e furent eux aussi équipés de P-47. La première mission de combat eut lieu le 10 mars 1943. C'était une sortie de chasse du 4e groupe de chasse, au-dessus de la France occupée, mais elle tourna court du fait de problèmes de radio. Les avions furent alors équipés de radios britanniques et les opérations reprirent le 8 avril ; le 15, le major Don Blakeslee, du même 4e, enregistra la première victoire sur cet avion. Le 17 août, ce fut la première mission d'escorte des B-17 avec pour objectif Schweinfurt et son usine de roulements à billes.
Le P-47 fut particulièrement apprécié lors de la Bataille des Ardennes (décembre 1944-janvier 1945)  durant laquelle il apporta un soutien essentiel aux VIIIe et IIIe Corps de l'Armée américaine engagés dans les Ardennes belges contre les divisions blindées SS d'Hitler qui, elles, étaient quasi dépourvues de couverture aérienne. On retiendra notamment les fameuses escadrilles de P-47 du 377th Fighter Squadron basé dans le Nord-est de la France. Les trois qualités qui distinguaient cet appareil de la plupart des chasseurs-bombardiers existants étaient sa grande maniabilité en dépit de sa grande taille pour l'époque, sa puissance de feu et sa grande résilience aux coups (voir ci-dessous).
Les pilotes du 4e, pour la plupart des anciens engagés volontaires au sein de la RAF de l'escadre Eagle, apprécièrent peu d'échanger leurs Spitfire contre l'énorme P-47 et, de façon générale, les avis sur l'avion de Republic étaient très tranchés, on l'aimait ou on le détestait. Ses détracteurs lui reprochaient la longueur de son décollage, son manque d'agilité à basse vitesse et à basse altitude et sa taille équivalente à celle d'un bombardier. Les Britanniques plaisantèrent sur le fait qu'il était possible pour son pilote d'échapper à la Luftwaffe rien qu'en jouant à cache-cache dans son gigantesque avion. Cependant, l'avion eut ses supporters qui louaient son extrême robustesse qui permettait à l'avion de rentrer quoi qu'il arrivât. Une légende circulait sur un P-47 qui, voulant échapper à deux Messerschmitt Bf 109, percuta un mur en brique en filant en rase-motte et réussit à rentrer au Royaume-Uni sous les yeux médusés des pilotes allemands. Cette robustesse fut à l'origine du sobriquet attribué à l'avion, Jugg, qui pourrait avoir deux origines possibles, du Juggernaut de la mythologie indienne, ou alors de la forme de son fuselage en cruche, en anglais Jug. Du fait de celle-ci, l'avion était capable de piquer vers le sol à des vitesses phénoménales, certains pilotes étaient même persuadés d'avoir atteint le mur du son. Par la suite des études plus sérieuses montrèrent que l'anémomètre, du fait de surpressions locales, produisait des valeurs très exagérées. Reste que rien ne pouvait suivre un Jug en piqué et que son moteur puissant, couplé à sa grande hélice, lui donnait l'avantage en vitesse ascensionnelle sur tous les chasseurs allemands de l'époque. Son armement, avec huit mitrailleuses, était extrêmement meurtrier et, bien souvent, la cible se désintégrait ou explosait sous l'avalanche de balles.

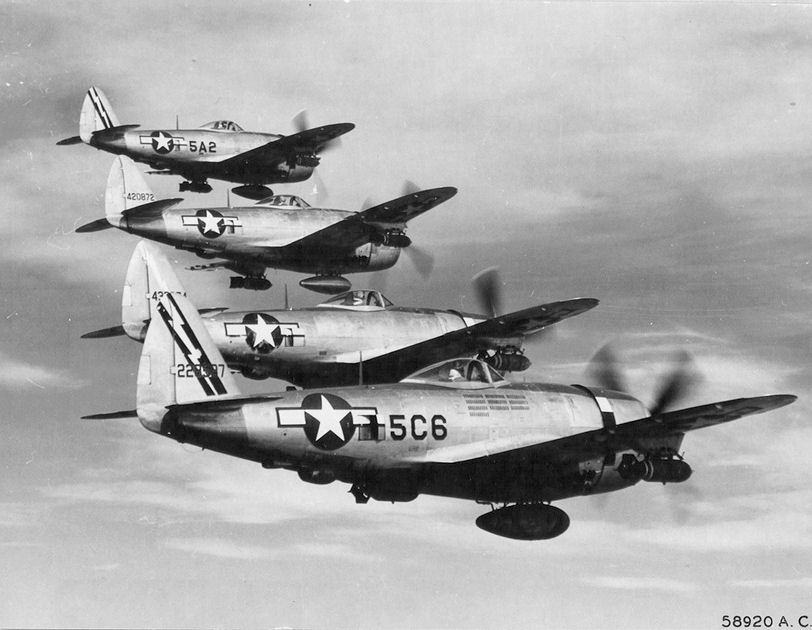
P-47 Thunderbolt du 345th Fighter Squadron, 350th Fighter Group, 12th Air Force en 1944.

Le P-47 commença aussi à être employé au sein de la 12th Air Force, en Italie et par le 348e groupe de chasse, à Brisbane, en Australie. L'avion fut aussi employé par la RAF, qui en reçut 240 avec la canopée Razorback et 590 avec la verrière en goutte d'eau. Elle les employa en Inde, où ils participèrent aux sorties Cab Rank contre la Birmanie, armés avec des bombes de 500 livres et des roquettes de 60 livres. Quatre-vingt-huit exemplaires furent aussi fournis au Brésil qui les utilisa en Italie et vingt-cinq au Mexique. Ces derniers ne purent cependant être employés en opération contre les Japonais du fait de la fin des hostilités. Les Forces aériennes françaises libres reçurent, elles, 447 P−47 D qui servirent ensuite du début de la guerre d'Algérie jusqu'en 1960. Enfin, 203 furent envoyés en URSS qui les affecta à la défense aérienne à haute altitude sur ses arrières, préférant son avion national, l'Iliouchine Il-2 Sturmovik, pour l'appui rapproché. Les premiers P-47N furent déployés au Royaume-Uni. Ils arrivèrent à Saipan au printemps 1945 mais ils servirent plus comme chasseurs-bombardiers que comme escorteurs pour les B-29.
Après la guerre, le P-47 resta en service dans l'USAF jusqu'en 1949, puis dans la Garde nationale jusqu'en 1953, avec la désignation de F-47 à partir de 1948. Il fut en outre fourni à de nombreuses forces aériennes de pays alliés dont la France, d'Amérique latine ainsi qu'à l'Iran, la Turquie, la Chine nationaliste et la Yougoslavie grâce entre autres à la Mutual Defense Assistance Act. De nos jours, de nombreux P-47 ont survécu mais peu sont en état de vol.
Un exemplaire est préservé au musée de l'Air et de l'Espace  du Bourget.
Le musée de l'aviation de Warluis détient des reliques du P-47 nommé Lancaster Lill : le moteur, une pale d'hélice, le turbo-compresseur et surtout la plaque de fuselage nose art peinte par le pilote. Un panneau didacticiel relate la mission où il fut abattu.
Un total de 15 660 Thunderbolt ont été produits, ce qui en fait l'un des avions les plus produits de tous les temps. S'il fut éclipsé quelque peu par le North American P-51 Mustang dans le rôle de chasseur, de nombreux as américains obtinrent leurs succès sur cette machine comme Francis S. Gabreski avec 31 victoires homologuées, le capitaine Robert S. Johnson avec 28, et le colonel H. Zemke avec 20. Même dans le Pacifique, où les combats à basse altitude contre les agiles chasseurs japonais ne le favorisaient pas, il restait un avion valable comme le prouva le colonel Neel Kearby qui abattit 24 avions japonais avant sa mort en mars 1944 au-dessus de Wewak. Il réussit aussi une des rares sextuples victoires de l'histoire du combat aérien, ce qui lui valut une médaille du Congrès.

## Variantes

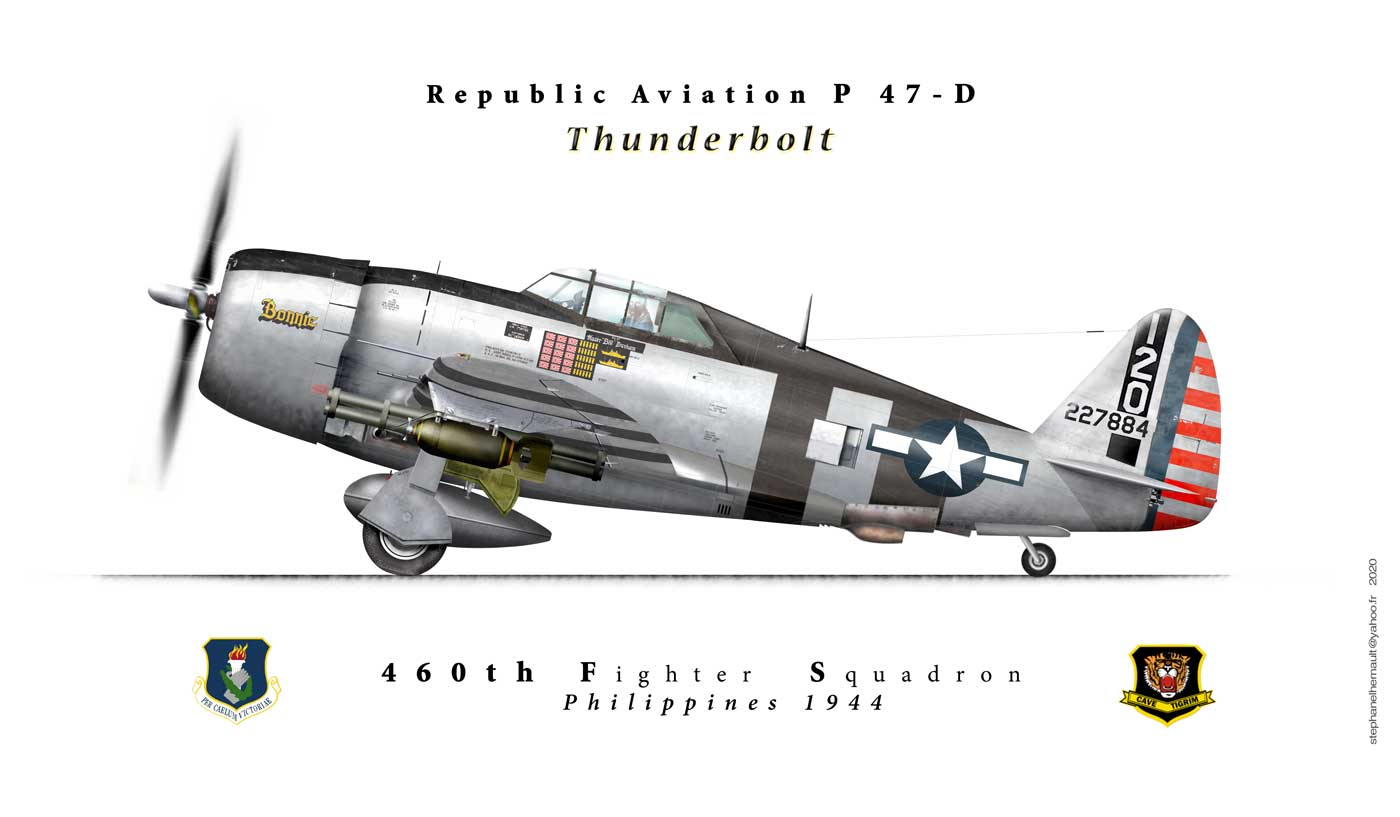
P47 D 460th fighter squadron 1944

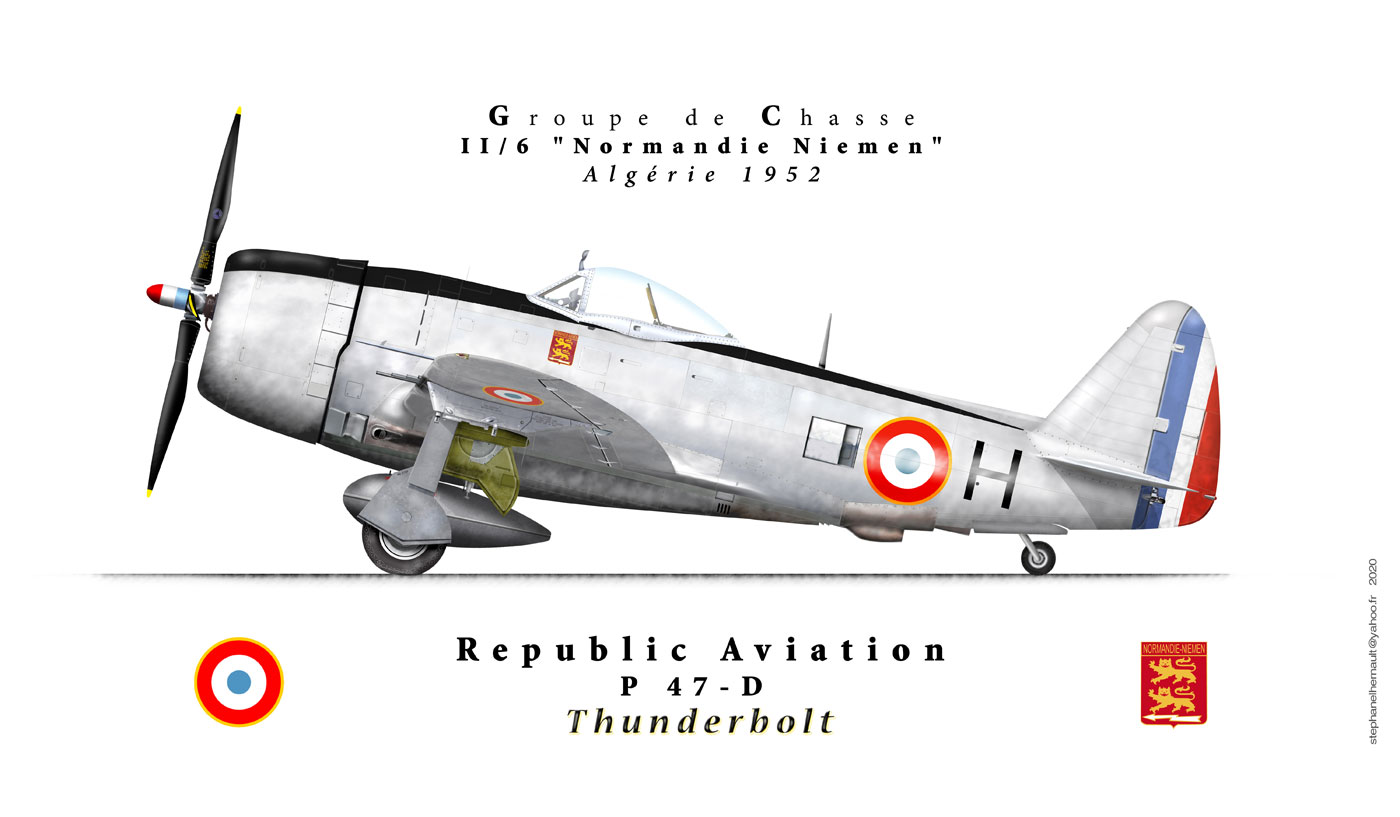
P47 D régiment de chasse II/6 Algérie 1952

- XP-47 : projet abandonné de chasseur léger avec moteur en ligne
- XP-47A : amélioration du XP-47 abandonnée aussi
- XP-47B : prototype, moteur R-2800, hélice Curtiss de 3,17 m de diamètre, 4 mitrailleuses de 12,7 mm.
- P-47B : moteur R-2800-21, huit mitrailleuses, surfaces de contrôle entoilées sur les premiers produits.
- RP-47B : variante de reconnaissance (1 transformé ?)
- P-47C : renforcement des gouvernes, mât radio court, 57 produits.
- P-47C-1 : fuselage rallongé de 20 cm vers l'avant, 55 produits.
- P-47C-2 : point d'attache ventral pour bombe de 500 livres, 128 produits.
- P-47C-5 : moteur R-2800-59, avec injection d'eau-méthanol, antenne radio fouet, 362 produits (à vérifier).
- P-47D P-47C-2, produit à Evansville, 110 produits.
- P-47D-1-RE : 105 exemplaires.
- P-47D-1-RA : 114 exemplaires.
- P-47D-2-RE : 445 exemplaires.
- P-47D-2-RA : 200 exemplaires.
- P-47D-3-RA : 100 exemplaires.
- P-47D-4-RA : injection d'eau-méthanol, 200 exemplaires.
- P-47D-5-RE : injection d'eau-méthanol, point d'attache ventral pour une bombe de 500 kg.
- P-47D-6-RE : 350 exemplaires.
- P-47D-10-RE : R-2800-63, 250 exemplaires.
- P-47D-11-RE : injection d'eau automatisée, 400 exemplaires.
- P-47D-11-RA : injection d'eau automatisée et R-2800-63, point d'attache ventral pour une bombe de 500 kg, 250 exemplaires.
- P-47D-15-RE : capacité en carburant interne portée à 1 421 litres, point d'ancrage d'ailes adapté pour le montage de réservoirs largables, 445 exemplaires.
- P-47D-15-RA : capacité en carburant interne portée à 1 421 litres, point d'ancrage d'ailes adapté pour le montage de réservoirs largables.
- P-47D-16-RE : 250 exemplaires.
- P47 D Groupe de Chasse III/3 ardennes 1944P-47D-16-RA : 28 exemplaires.

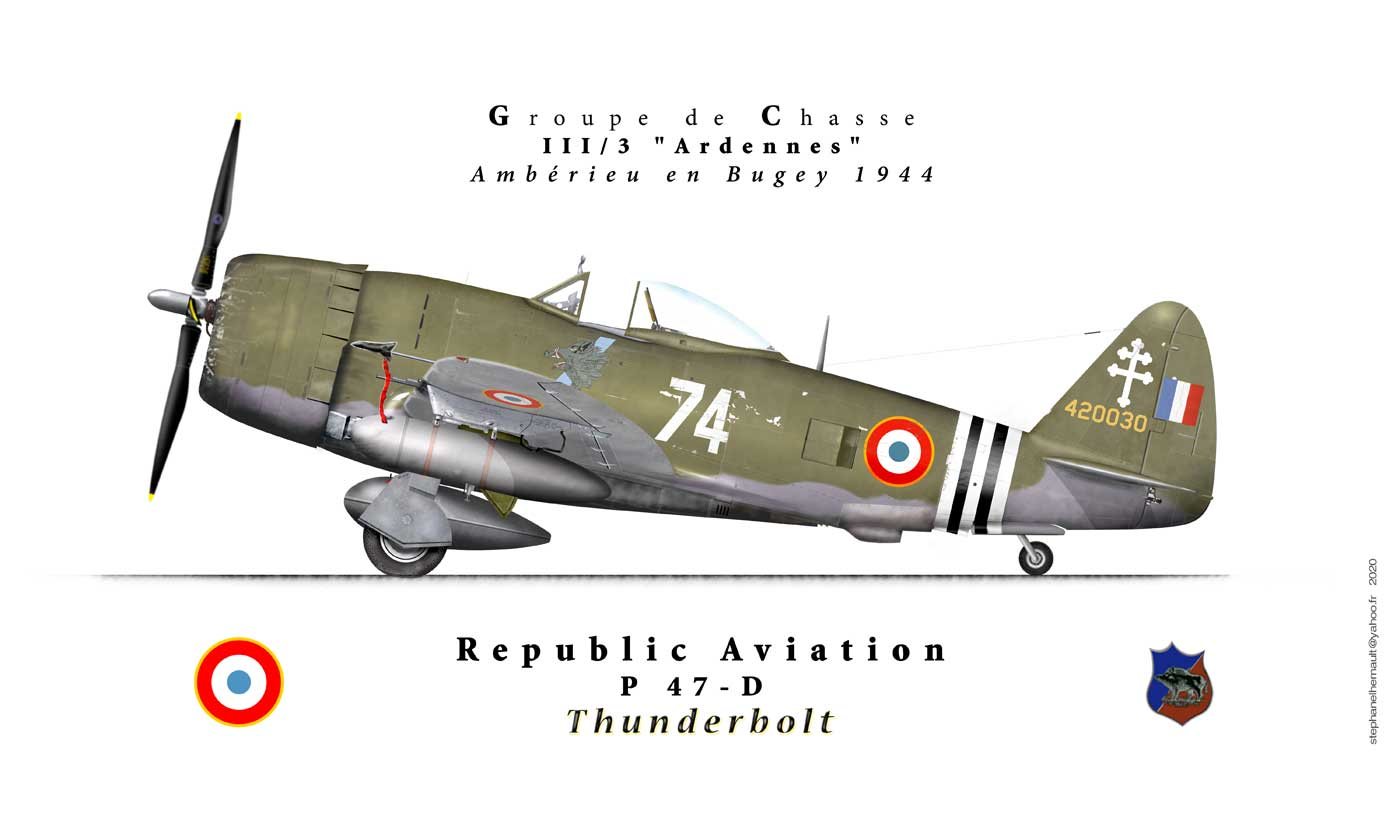
P47 D Groupe de Chasse III/3 ardennes 1944

- P-47D-20-RE : aile universelle, 250 exemplaires.
- P-47D-20-RA : 157 exemplaires.
- P-47D-21-RA : 224 exemplaires.
- P-47D-22-RE : hélice plus grande de 13 pieds (Hamilton Standard Hydromatic 24E50-65 ou Curtiss Electric C542S), verrière éjectable, 840 exemplaires.
- P-47D-23-RA : hélice plus grande de 13 pieds (Hamilton Standard Hydromatic 24E50-65 ou Curtiss Electric C542S), verrière éjectable, 800 exemplaires.
- P-47D-25-RE : montage de la canopée en goutte d'eau, 394 exemplaires.
- P-47D-26-RA : montage de la canopée en goutte d'eau, 349 exemplaires.

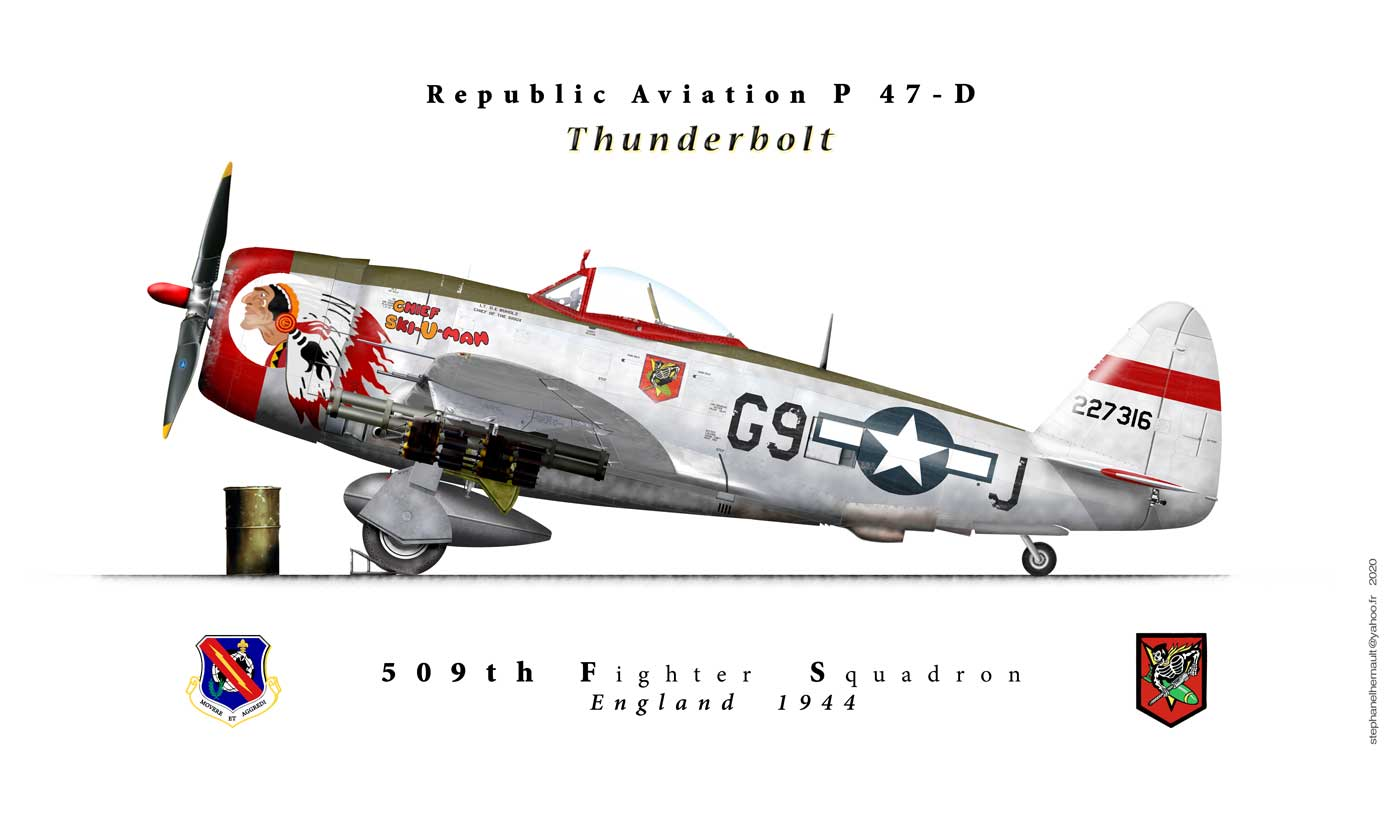
P47 D 509th fighter squadron 1944

- P47 D 509th fighter squadron 1944P-47D-27-RE : extension de la dérive, 615 exemplaires.
- P-47D-28-RE : 750 exemplaires.
- P-47D-28-RA : 1 028 exemplaires.
- P-47D-30-RE : 800 exemplaires.
- P-47D-30-RA : dix support roquettes, 800 exemplaires.
- P-47D-40-RA : extension triangulaire à la dérive pour améliorer la stabilité latérale à la suite du montage de la nouvelle verrière, 10 lance-roquettes « zero length » de 127 mm, collimateur gyroscopique K-14 (copie sous licence du Ferranti GGS Mark IID britannique), 1 465 exemplaires.
- XP-47E : moteur R-2800-59, poste de pilotage pressurisé (171e P-47B transformé)
- XP-47F : version doté d'ailes à profil laminaire (1 P-47B transformé)
- P-47G P-47C : produit par Curtiss à Buffalo, 20 exemplaires.
- P-47G-1-CU P-47C-1 : produit par Curtiss à Buffalo, 30 exemplaires.
- P-47G-5-CU P-47D-1 : produit par Curtiss à Buffalo, 50 exemplaires.
- P-47G-10-CU P-47D-5 : produit par Curtiss à Buffalo, 80 exemplaires.
- P-47G-15-CU P-47D-10 : produit par Curtiss à Buffalo, 154 exemplaires.
- TP-47G :  deux prototypes de biplace en tandem
- XP-47H : deux prototypes avec moteur Chrysler XI-2220-11.
- XP-47J : un prototype avec moteur R-2800-57(C), armement réduit à 6 mitrailleuses, ailes redessinées.
- YP-47M : quatre P-47D27-RE modifiés avec un moteur R-2800-57(C) et un turbocompresseur CH-5
- P-47M-1-RE : 130 exemplaires produits.
- P-47N-1-RE :
- P-47N-5-RE :
- P-47N-15-RE :
- P-47N-20-RE :
- P-47N-20-RA :
- P-47N-25-RE :
- XP-72 : deux prototypes avec moteur Pratt & Whitney R-4360 Wasp Major, deuxième avec hélice contrarotative.

## Opérateurs
Bolivie
- Force aérienne bolivienne - un seul P-47D acquis en 1949, mais l'avion n'a jamais été utilisé opérationnellement par l'armée de l'air bolivienne mais comme cellule d'instruction[5].

 Brésil
- Force expéditionnaire brésilienne, Force aérienne brésilienne[6],[7],[8],[9],[10]
  - 85 unités dans le 1.º "Grupo de Aviação de Caça", 1944–1954

 Chili
- Force aérienne chilienne[11],[12]

 République de Chine
- Force aérienne de la république de Chine[13]

 Colombie
- Force aérienne colombienne (1947–1957)[13]

 Cuba
- Forces armées cubaines (après-guerre)[13]

 République dominicaine
- Force aérienne dominicaine (1952–1957)[14]

 Équateur
- Force aérienne équatorienne (1947–1959)[14]

 France
- Forces aériennes françaises libres[14]
- Armée de l'air française[14]

 Allemagne Nazie
- Luftwaffe (utilisation d'unités capturées).

 Iran
- Force aérienne de la république islamique d'Iran – 50 avions delivrés en 1948[14]

 Italie
- Aeronautica Militare : 107 F-47D livrés entre décembre 1950 et mars 1951. 23 perdus entre janvier 1951 et août 1954[15].

 Mexique
- Force aérienne mexicaine
  - Escadron 201[16]

 Nicaragua
- Force aérienne de l'armée du Nicaragua (fourni par la CIA après les actions au Guatemala de 1954)[17]

 Pérou
- Force aérienne du Pérou (56 avions, Juillet 1947 – 1963)[17]

 Portugal
- Force aérienne portugaise (après-guerre)[18]

 Union soviétique
- Forces aériennes soviétiques[18]

 Turquie
- Armée de l'air turque – operated 180 P-47Ds from 1948 and 1954[18].

 Royaume-Uni
- Royal Air Force

 United States
- United States Army Air Forces
- United States Air Force

 Venezuela
- Aviation nationale du Venezuela[18]

 Yougoslavie
- Armée populaire yougoslave (150 avions, 1952)[19]

## Dans la culture populaire

### Jeux vidéo
- Le P-47 apparaît dans la série de simulateurs entamée par le simulateur IL-2 Sturmovik en 2001 :
  - Dans la compilation IL-2 Sturmovik: 1946 (2006), plusieurs versions sont disponibles, notamment des déclinaisons des versions B et D.
  - Dans la troisième génération de simulateurs IL-2, IL2 Sturmovik: Great Battles (2013), le P-47 apparaît sous les versions D-22 et D-28.
- Le P-47D est également disponible dans le simulateur Digital Combat Simulator en tant que module payant.
- Le P-47 est présent dans le jeu arcade War Thunder dans ses versions D-16-RE,D-22-RE, D-23-RA, D-25/D-27/D-28 et D-30 ainsi que les versions N-15, M-1-RE.
- Le P-47 apparaît régulièrement dans la série Call of Duty se déroulant pendant la Seconde Guerre mondiale :
  - Le P-47D-28 apparaît dans Call of Duty: La Grande offensive, Call of Duty 2 Big Red One, Call of Duty 3: En Marche vers Paris.
  - Le P-47D-22 apparaît dans Call of Duty WWII. Dans la campagne solo il apparaît dans plusieurs missions et est jouable pendant une mission se déroulant pendant la Bataille des Ardennes, le joueur incarne alors un pilote du 509th Fighter Squadron. En multijoueur il est disponible en tant que bonus de score et dans un mode de jeu Dogfight où l'équipe américaine équipées de P47D-22 combat contre des Bf109.
- Les P-47D et P-47N sont présents dans le jeu World of Warplanes en tant que chasseurs multirôles respectivement de rang VI et rang VII dans ses versions XP47B, P-47D-22, P-47D-30 et P-47N-5.

### Cinéma
- 1947 : Mission des Thunderbolt[20] de William Wyler et John Sturges documentant les opérations aériennes américaines de l’opération Strangle durant la Seconde Guerre mondiale, lorsque des tracts de la 12ème Air Force basée en Corse avaient bloqué les lignes de ravitaillement de l'axe.
- 1948 : Les Géants du ciel
- 1950 : La Ville écartelée
- 1951 : Le Traître
- 2014 : Monuments Men

### Télévision
- 2001 : Band of Brothers
- 2006 : Dogfights (TV series)

#### Ouvrages
- Enzo Angelucci et Paolo Matricardi, Les avions, t. 4 : La Seconde Guerre mondiale - U.S.A., Japon, U.R.S.S., etc., Elsevier Sequoia, coll. « Multiguide aviation », 1978 (ISBN 2-8003-0277-1), p. 95-97.
- Republic P-47D Thunderbolt aux couleurs françaises Jean Jacques Petit - 120 pages -  (ISBN 978-2-9528167-9-3)

#### Articles
- Alain Pelletier, « P-47 Thunderbolt : Construit comme un bulldozer, rien ne peut l'arrêter ! », Le Fana de l'Aviation, Clichy (France), Éditions Larivière, no 541,‎ décembre 2014 (ISSN 0757-4169).
- Alain Pelletier, « Quand les P-47 montaient la Garde », Le Fana de l'Aviation, Clichy (France), Éditions Larivière, no 543,‎ février 2015 (ISSN 0757-4169).
- P-47 Thunderbolt - Encyclopédie illustrée de l'aviation n°9 - 1982
- (en) Jon Lake, « P-47 Thunderbolt Part 2: Final developments and combat in the Mediterranean, Far East and Pacific », International Air Power Review, AIRtime Publishing, vol. 7, no Hiver 2002,‎ 2002, p. 128–165 (ISSN 1473-9917).